# Hugo Portisch
Hugo Portisch (19. února 1927 Bratislava – 1. dubna 2021 Videň) byl rakouský novinář. Díky svému nadání srozumitelným způsobem vysvětlit složité politické a ekonomické vztahy se stal jedním z nejvýznamnějších novinářů, kteří působili v Rakousku po 2. světové válce.  Je pokládán za nejslavnějšího rakouského novináře.

## Život
Rodiče Huga Portische, Emil a Hedi, uzavřeli sňatek v roce 1920 v Bratislavě. Jejich první syn Emil Portisch jun., který se později stal novinářem, se narodil v roce 1921. Emil Portisch (1887–1985) pocházel z dolnorakouského St. Pöltenu. Po návratu z válečného zajetí se stal redaktorem a v roce 1924 šéfredaktorem bratislavského německého liberálního deníku Pressburger Zeitung, nejstarších novin vycházející na území Slovenska. V roce 1933 vydal knihu o historii Bratislavy a za 2. světové války byl redaktorem Slovenské tiskové agentury.
Hugo Portisch navštěvoval německou základní evangelickou školu v Bratislavě. Během války studoval na německém gymnáziu. Aby nebyl povolán do Waffen SS, přihlásil se v roce 1944 do požárního sboru. Po ukončení gymnázia byl přesto povolán, avšak nástupu se vyhnul. Po konci války se dostal z Prahy do St. Pöltenu za rodiči, kteří se tam přestěhovali již počátkem roku 1945. Návrat rodiny do Bratislavy nebyl vzhledem k situaci v ČSR možný. Hugo vystudoval historii, germanistiku, anglistiku a žurnalistiku na Vídeňské univerzitě.
Oženil se v roce 1946. Jeho manželka Getraude byla autorka knih pro děti, které publikovala pod svým dívčím jménem Traudi Reich. Rodina žila ve Vídni a v Toskánsku. Jejich syn Edgar žil a pracoval na Madagaskaru, kde v roce 2012 zemřel na komplikace způsobené tropickou chorobu. Hugo Portisch zesnul 1. dubna 2021 v soukromé nemocnici Rudolfinerhaus ve Vídni.
Byl svobodným zednářem.

## Publicistika a kariérní dráha
Hugo Portisch začal pracovat jako redakční elév ve vídeňské redakci St. Pöltner Pressverein (tiskařském spolku) v roce 1947. V roce 1948 pracoval na pozici redaktorského kandidáta v deníku Wiener Tageszeitung a v roce 1950 převzal jeho zahraniční rubriku. V témže roce byl jedním z deseti rakouských novinářů, kteří byli vybráni k absolvování půlročního žurnalistického kurzu „School of Journalism“ na Missourské univerzitě, na náklady USA. Během kurzu byl praktikantem mimo jiné v redakcích New York Times a Washington Post.
V roce 1953 se Hugo Portisch stal zástupcem vedoucího rakouské informační služby v New Yorku, podléhajícím rakouskému ministerstvu zahraničních věcí. Jako tiskový mluvčí doprovázel spolkového kancléře Julia Raaba při jeho první návštěvě USA,
Spolu s manželkou uvažovali, že se v USA usadí, ale v roce 1954 byl přizván ke spolupráci na projektu deníku Neuen Kurier (původně Wiener Kurier, založený v roce 1945 okupační mocností USA, dnešní Kurier) jeho vydavatelem Hansem Dichlandem a vrátili se do Rakouska. V roce 1958 byl ve svých jednatřiceti letech jmenován šéfredaktorem. Od roku 1961 do roku 1968 pracoval také jako komentátor světové politiky v bavorské televizi.
Mezi lety 1963-1967 navštívil jako žurnalista Kubu, Čínu, Sibiř a Vietnam. O svých cestách napsal řadu knih, z nichž mnohé se staly světovými bestsellery. Celkem napsal Hugo Portisch několik desítek knih.
V roce 1964 byl jedním z iniciátorů referenda o ORF (Österreichischer Rundfunk), požadujícího nezávislost rakouských veřejnoprávních rozhlasu a televize na vlivu politických stran. Bylo to vůbec první referendum v Rakousku. K jeho prosazení bylo potřeba 200 000 hlasů, shromážděno jich bylo více než 832 tisíc.
Od roku 1967 pracoval Hugo Portisch jako hlavní komentátor ORF. Po několik desetiletí přinášel v rakouské televizi nezatížený a vyvážený pohled na mezinárodněpolitické události. Jeho pořady působily i na občany na tom území Čech a Slovenska, kde se daly „chytit“. Z nich se v době před rokem 1989 dozvídali nezkreslené informace světovém a evropském dění. A naopak, v roce 1968 byl ORF hlavním světovým zdrojem informací a komentářů o situaci v ČSSR.
V letech 1973 až 1978 byl dopisovatelem deníku Kurier a zahraničním korespondentem ORF v Londýně.
V roce 1978 byl spoluzakladatelem School of Journalism v Nairobi (Keňa).
V letech 1981 až 1995 vytvořil spolu s historikem Seppem Riffem dvanáctidílnou filmovou sérii „Österreich II“, dokumentující historii Rakouska po roce 1945. Dějiny Rakouska mezi lety 1918 a 1938 později doplnil třináctý díl „Österreich I“ stejných autorů. V roce 1990 natočili čtyřdílnou dokumentaci o vzestupu a pádu sovětského komunismu „Hört die Signale“.
V souvislosti s Waldheimovou aférou v roce 1986 přesvědčil kancléře Franze Vranitzkého o nezbytnosti zaujmout oficiální stanovisko k období Třetí říše a navrhl mu jeho znění. Vranitzky ho přednesl na zasedání Národní rady v červnu 1991: Neseme spoluzodpovědnost za utrpení, které sice nezpůsobilo Rakousko jako stát, ale občané této země jiným lidem a národům. Hlásíme se ke všem činům našich dějin a ke všem činům všech součástí našeho národa, k dobrým i zlým; a tak jako si nárokujeme ty dobré, musíme se omluvit za ty špatné – přeživším i potomkům mrtvých.
V roce 1991 ke konci mandátu Kurta Waldheimaho ho obě hlavní politické strany SPÖ a ÖVP navrhovaly jako kandidáta na úřad spolkového prezidenta. Portisch kandidaturu zdvořile odmítl s poukazem na svůj nedostatek talentu k podřizování se protokolárním formalitám.

## Ocenění a vyznamenání
Výčet ocenění a vyznamenání je převzat ze slovenské verze Wikipedie (která je překladem německé verze výčtu).
- 1968: Zlatá kamera (za týdenní komentáře)
- 1983: Zlatá kamera (za dokument Österreich II)
- 1983: Donaulandova cena za literaturu faktu
- 1985: Cena kardinála Innitzera (cena za vědecky podloženou žurnalistiku)
- 1985: Státní cena za žurnalistické úspěchy v zájmu intelektuální obrany státu
- 1986: Cena města Vídeň za žurnalistiku
- 1989: Cena Jakoba Prandtauera za vědu a umění, kterou udělilo město St. Pölten
- Po třech oceněních Romy - nejpopulárnější komentátor (1990, 1992, 1993) mu byla v roce 2002 udělena Platinová Romy za celoživotní dílo.
- 1996: Čestné ocenění rakouských knihkupců za toleranci v myšlení a konání
- 2005: Novinář roku za celoživotní dílo
- 2010: Cena Concordia
- 2012: Medaile Julia Raaba
- 2014: Opětovné ocenění - Novinář roku za celoživotní dílo
- 2015: Cena Viktora Frankla
- 2016: Čestný občan St. Pölten (1. dubna 2016)
- 2018: Čestný občan města Vídeň (12. dubna 2018)
- 2019: Velké zlaté čestné vyznamenání za zásluhy, udělené Rakouskou republikou (Großes Goldenes Ehrenzeichen für Verdienste um die Republik Österreich)

## Výběr knižních publikací
Výběr knižních publikací je plně převzat z německé verze Wikipedie.
- So sah ich die Sowjetunion, Afrika, Südamerika. Südwest-Verlag, München 1964, DNB 453823459
- So sah ich China. Kremayr & Scheriau, Wien 1965, DNB 453823440
- So sah ich Sibirien. Kremayr & Scheriau, Wien 1967, DNB 457835133
- Friede durch Angst. Augenzeuge in den Arsenalen des Atomkrieges. Molden Verlag, Wien 1970, DNB 457835087
- L’Arsenal atomique américain. Dans le secret des arsenaux de la guerre atomique. Librairie Arthème Fayard, Paris 1971, DNB 57811495X (francouzsky)
- Die deutsche Konfrontation. Gegenwart und Zukunft der beiden deutschen Staaten. Molden Verlag, Wien 1974
- 25 Jahre Staatsvertrag. Protokolle des wissenschaftlichen Symposions, 16. und 17. Mai 1980. Österreichischer Bundesverlag, Wien 1980, ISBN 3215045192
- Kap der letzten Hoffnung. Das Ringen um den Süden Afrikas. Molden Verlag, Wien 1981, ISBN 3217012372
- Augenzeugen des Weltgeschehens. Zusammenhänge, Hintergründe und Perspektiven 81. Orac Verlag, Wien 1981, ISBN 3853688802
- Pilzesuchen – ein Vergnügen. Die besten Speisepilze und ihre Doppelgänger. Orac Verlag, Wien 1982, ISBN 3853689078 (se svou manželkou Traudi Portisch)
- Österreich II. Die Wiedergeburt unseres Staates. Band 1. Kremayr & Scheriau, Wien 1985, ISBN 3218004225
- Österreich II. Der lange Weg zur Freiheit. Band 2. Kremayr & Scheriau, Wien 1986
- Das audiovisuelle Gedächtnis der Nation. In: Schriftenreihe des Österreichischen Filmarchivs. Nr. 20. Wien 1988
- Österreich I. Die unterschätzte Republik. Kremayr & Scheriau, Wien 1989, ISBN 3218004853
- Hört die Signale. Aufstieg und Fall des Sowjetkommunismus. Kremayr & Scheriau, Wien 1991, ISBN 3218005353
- Österreich II. Jahre des Aufbruchs, Jahre des Umbruchs. Band 3. Kremayr & Scheriau, Wien 1996, ISBN 3218006112
- Die Olive und wir. Ecowin, Salzburg 2009, ISBN 9783902404725 (se svou manželkou Traudi Portisch)
- Was jetzt. Ecowin, Salzburg 2011, ISBN 9783711000194
- Aufregend war es immer. Ecowin, Salzburg 2015, ISBN 9783711000729
- Leben mit Trump. Ein Weckruf. Ecowin, Salzburg 2017, ISBN 9783711001276
- Russland und wir. Eine Beziehung mit Geschichte und Zukunft. Ecowin, Salzburg 2020, ISBN 9783711002747